# Jon Krakauer
Jon Krakauer (Brookline, Massachusetts, 12 d'abril de 1954) és un periodista estatunidenc.
L'any 1996 un encàrrec de la revista Outside el va portar a participar en una expedició de les anomenades comercials a l'Everest, durant la qual va ser testimoni de la massificació i mercantilització de la muntanya més alta del món, i en la que va viure de molt a prop la temporada més tràgica de la mítica muntanya des que els britànics hi van posar els peus per primer cop, el 1921.

## Llibres
- Krakauer, Jon. La febre del cim.  Editorial Empúries, 1998. ISBN 84-7596-611-X.